# Silfide (mitologia)

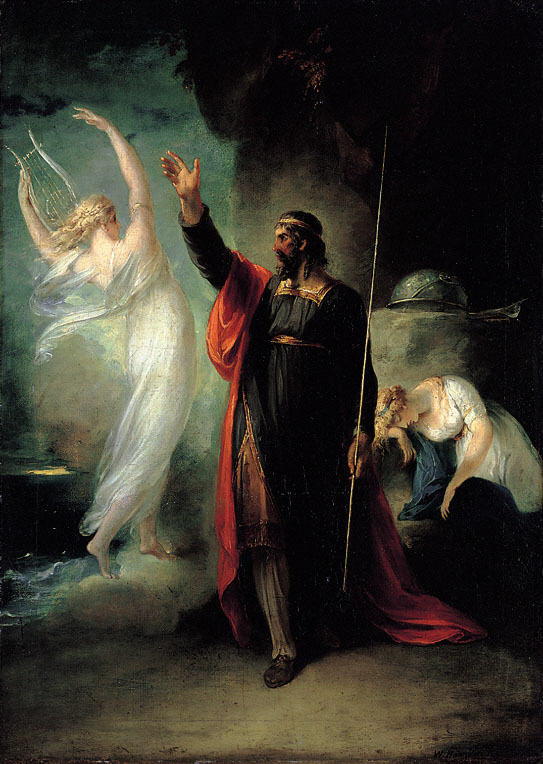
Rappresentazione pittorica di Prospero e Ariel (da La tempesta di Shakespeare); dipinto di William Hamilton (1797).

La Sìlfide è una figura femminile della mitologia germanica. Si tratta di un genio del vento e dei boschi, e possiede una figura agile e snella, tanto che la parola si usa anche per indicare ragazze di analoga corporatura. 
Il medico e alchimista svizzero Paracelso, che ne narrò ampiamente le gesta e che può essere considerato l'inventore del termine, le chiama anche "Silvani" ispirandosi probabilmente a figure mitiche della Cabala. Le Silfidi sono talora descritte in gruppi con i Silfi, loro corrispondente maschile.
Le Silfidi appartengono all'elemento Aria.

## Caratteristiche
Le loro caratteristiche, per come le conosciamo dalle fonti mitologiche, sono estremamente poco note: sono considerate viventi nel vento e come esseri che si spostano nelle correnti aeree. Inoltre sono ritenute creature estremamente timide, anche se non disdegnano il contatto con gli umani, spesso  ingannevoli (specie quelle femminili) pur non mancando talora di apparire dolci, comprensive e utili: infatti se ritengono che l'aiuto a loro richiesto sia giusto allora vengono descritte come capaci di rivoltare il mondo pur di aiutare il loro protetto.
I luoghi idonei per incontrarle sarebbero le pianure, le montagne, le altezze vertiginose e, comunque, i luoghi molto ventosi.